# Kazuo Nishii
Kazuo Nishii (西井一夫, Nishii Kazuo, 1946 - 25 novembre 2001) est un éditeur de magazine japonais et critique photographique.
Né à Tokyo en 1946, Nishii est diplômé de l'université Keio en 1968. Peu après, il entre en contact avec la maison d'édition Mainichi Shimbun, et fait son chemin via le Sunday Mainichi et le Mainich Graph pour devenir rédacteur en chef de Camera Mainichi, de 1983 jusqu'à la cessation de parution du magazine en 1985.
Après la disparition de Camera Mainichi, Nishii travaille comme rédacteur pour diverses projets d'édition de Mainichi Shinbun-sha.
Nishii est le premier à proposer le prix de la Société de photographie et joue un rôle majeur dans la création de cette distinction.

## Albums de Nishii
- (ja) Hizuke no aru shashinron (日付けのある写真論?). Tokyo : Seikyūsha, 1981.
- (ja) Shashin to iu media (写真というメディア?), The medium called photographs). Tokyo : Tōjunsha, 1982.
- (ja) Shōwa 20-nen Tōkyō chizu (昭和二十年東京地図?), A map of Tokyo, 1945-50). Tokyo : Chikuma Shobō, 1986.  (ISBN 4-480-85330-8).}
- (ja) Shōwa 20-nen Tōkyō chizu: zoku (昭和二十年東京地図：続?), A map of Tokyo, 1945-50, continued). Tokyo : Chikuma Shobō, 1987.  (ISBN 4-480-85398-7).
- (ja) Kurayami no ressun (暗闇のレッスン?). Tokyo : Misuzu Shobō, 1992.  (ISBN 4-622-04239-8).
- (ja) Sengo 50-nen (戦後50年?), cinquante ans après la guerre). Tokyo : Mainichi Shinbunsha, 1995.
- (ja) Distance: Eiga o meguru danshō (Distance: 映画をめぐる断章?). Tokyo : Kage Shobō, 1996.  (ISBN 4-87714-225-8).
- (ja) Shashinteki kioku (写真的記憶?), Photographic memories). Tokyo : Seikyūsha, 1997.  (ISBN 4-7872-7072-9).
- (ja) Shashin no yosoyososhisa (写真のよそよそしさ?). Tokyo : Misuzu Shobō, 1996.  (ISBN 4-622-04252-5).
- (ja) Naze imada "Purovōku" ka (-なぜ未だ「プロヴォ-ク」か?). Tokyo : Seikyūsha, 1996.  (ISBN 4-7872-7062-1).
- (ja) 20-seki shashinron: Shūshō (20世紀写真論・終章?). Tokyo : Seikyūsha, 2001.  (ISBN 4-7872-7144-X).
- (ja) Daido Moriyama. Phaidon 55. London: Phaidon, 2001.  (ISBN 0-7148-4023-8).
- (ja) Shashin-henshūsha: Yamagishi Shōji e no omāju (写真編集者 山岸章二へのオマージュ?), Photo editor: hommage à Shōji Yamagishi). Tokyo : Mado-sha, 2002.  (ISBN 4-89625-038-9).

## Source de la traduction
- (en) Cet article est partiellement ou en totalité issu de l’article de Wikipédia en anglais intitulé « Kazuo Nishii » (voir la liste des auteurs).